# اوتووش (دهانه)
اوتووش یک دهانه برخوردی در ماه است.